# Monika Ahlberg
Monika Elsa Elisabeth Ahlberg, född 25 mars 1961 i Kungälv, är en svensk kock, matskribent och författare. Hon har även verkat som skådespelare och som dansös. Ahlberg är en av Sveriges mest lästa kokboksförfattare. Hon är självlärd kock med fokus på ekologisk mathantering och estetiken i matlagningen.

## Biografi

### Bakgrund

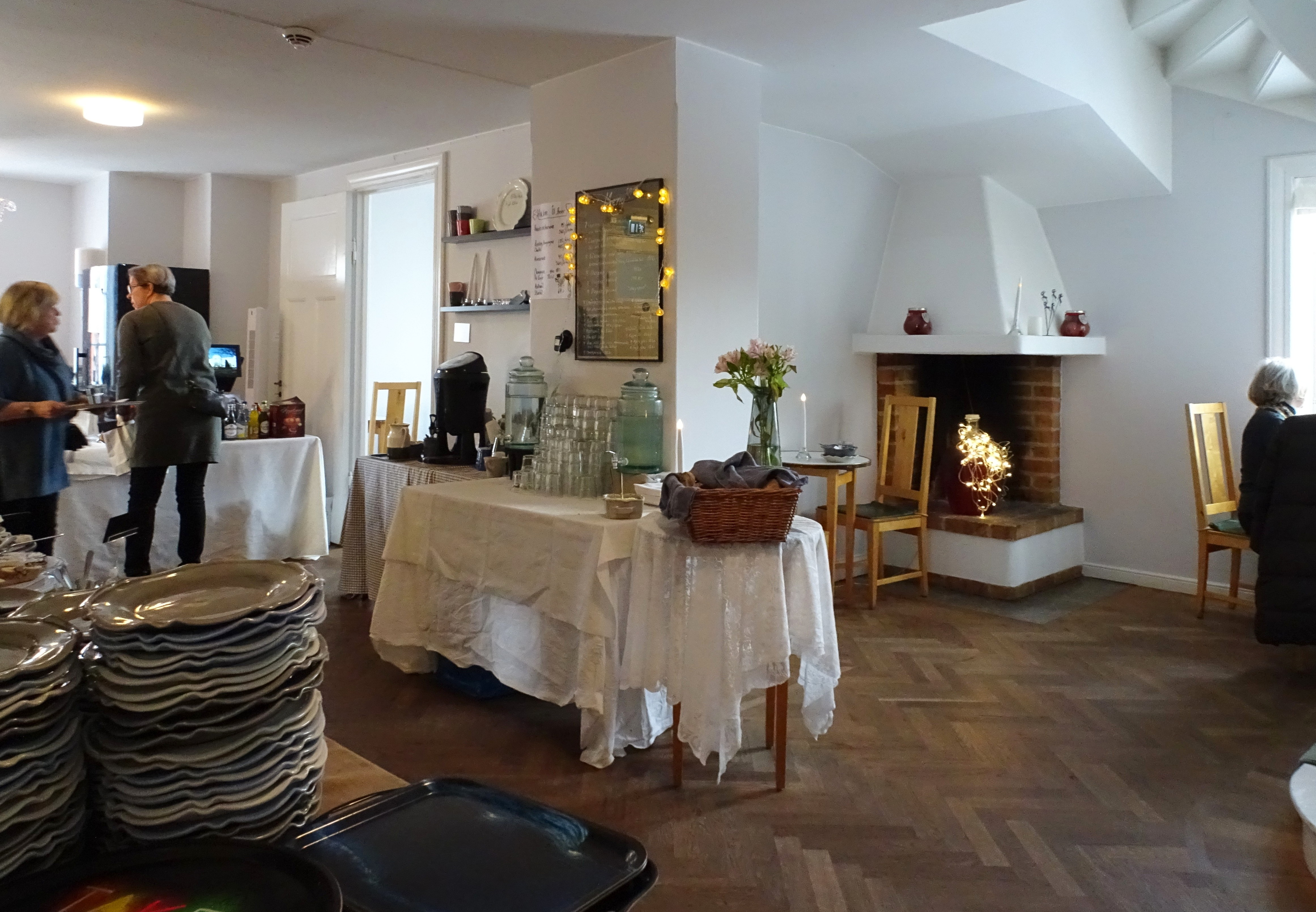
”Kafé Monika Ahlberg” i Thielska galleriet.

Monika Ahlberg är född och uppvuxen i Kungälv, men även på Marstrand.
Hon flyttade 1980 till Stockholm, i samband med en vidareutbildning på Balettakademien. Därefter verkade hon fram till 1991 som balettdansös och arbetade bland annat ett år i Italien.

### Kokbokskarriär
Under sina joggingturer passerade Monika Ahlberg Rosendal på Djurgården i Stockholm. Där höll Pål Borg och Lars Krantz på att restaurera trädgården, där det så småningom skulle bli plantskola, kafé och butik. Ahlberg, dansaren vars närmaste merit var att hennes farfar var bagare, blev inbjuden i köket och kom att fram till år 2000 få ansvara för Rosendals trädgårdskafé.
Ahlberg har (fram till 2016) skrivit 22 kokböcker. Den första var 1994 års Rosendals trädgårdscafé. Ahlberg försökte först sälja in boken till Abbe Bonnier, som dock tyckte att hennes förslag var för dyrt. Boken gavs sedan ut av Tidens förlag. Kokboken om Rosendals trädgårdskafé har kommit ut i mer än en halv miljon exemplar.
Hösten 2007 utkom den första kokboken i en serie med årstidstema, Monikas bästa menyer. 2008 kom sista delen i serien ut. Böckerna är uppbyggda kring hela menyer med en meny för varje vecka. I april 2008 vann hon guldmedaljen i World Gourmand Cookbook awards för vårboken i serien.
Ahlberg har haft matprogrammet Monikas mat i TV4. Hon har även medverkat i TV4:s Förkväll.

### Familj
Monika Ahlberg har tre barn med skådespelaren och regissören Thommy Berggren. Hon träffade honom efter flytten till Stockholm 1980; paret separerade 2013. 2016–2020 var hon gift med fotbollsspelaren Glenn Schiller. De skilde sig 2020.

### Övrigt
Thielska galleriets café med servering drivs i privat regi av Monika Ahlberg. Hon har även varit Vintervärd i Sveriges Radio P1 den 28 december 2009 samt sommarpratare i Sveriges Radios program Sommar i P1 den 20 juli 2014.

## Filmografi
- 1990 – Black Jack – Maria
- 1994 – Stockholm Marathon – polis

## Böcker (urval)
- Rosendals trädgårdscafé. Stockholm: Tiden. 1994. ISBN 91-550-4099-3 (inb.)
- The garden café at Rosendal
- Adas kokbok. Stockholm: Tiden. 1996. ISBN 91-88876-16-0 (inb.)
- Bröd och Marmelad
- Monikas Buffémat
- Monikas Örtamat
- Min mat: [från Rosendals trädgård till villa Motowi]. Stockholm: Prisma. 2003. ISBN 91-518-4039-1
- Pick nick för alla tillfällen
- Bergs konditori på Marstrand. Stockholm: Prisma. 2004. ISBN 91-518-4258-0
- Monikas jul: en riktigt god jul med Monika Ahlberg : [julens 180 bästa recept] ([Ny utg.]). Stockholm: Piratförlaget. 2009. ISBN 978-91-642-0331-1
- Monikas menyer för hösten
- Monikas menyer för vintern
- Monikas menyer för våren
- Monikas menyer för sommaren
- Monikas årstidsmenyer
- Monikas vardagsmat: Monika Ahlbergs grundkokbok för alla. Stockholm: Lind & Co. 2012. ISBN 978-91-7461-103-8
- Soppa med tillbehör. Stockholm: Lind & Co. 2013. ISBN 9789174611977
- Kakor små och mjuka
- Mingelrätter och Smörgåstårtor
- Grytor med tillbehör